# خريبة الجندي

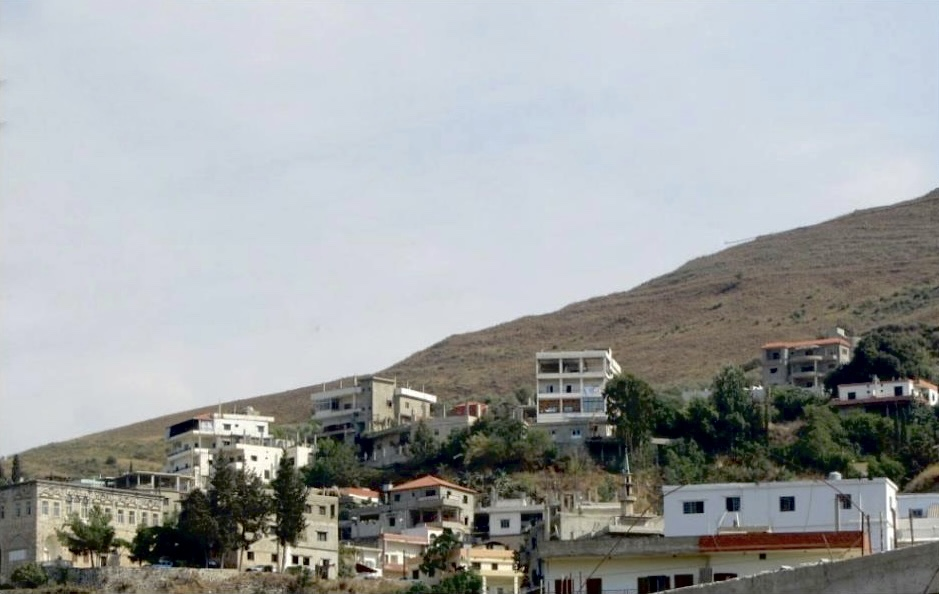
قرية خريبة الجندي

خريبة الجندي هي قرية لبنانية من قرى قضاء عكار في محافظة الشمال. تقع في تجمع للقرى يسمى نجد عكار.

## جغرافيتها
تقع بلدة خريبة الجندي في محافظة عكّار شمال لبنان، حيث تبلغ المساحة الإجماليّة للبلدة حوالي 550 هكتار، ترتفع حوالي 250 متراً عن سطح البحر، تبعد حوالي 118 كلم عن العاصمة بيروت، يمتد النطاق العقاري للبلدة على طول نهر اسطوان من بلدة السويسي شرقا حتى بلدة تل عباس غربا، ثم يمتد جنوبا من بلدة كروم عرب حتى بلدة الكويخات شمالا.
البلدات المجاورة فهي من الشرق إلى الغرب : بيت الحج - كوشا - الكويخات – تل عباس

## السكان
يبلغ عدد سكانها نحو 2450 نسمة، من بينهم عدد كبير من المغتربين.

## أسماء العائلات
منها :الجندي، الزعبي, نافع، طه, إبراهيم، دركوشي, قفطان، المصطفى, قدّور، المحمد, الأحمد، ياغي

## ثـرواتـهـا
الإنتاج الزراعي في خريبة الجندي يرتكز على الزيتون، الحمضيات، الخضار، الحبوب، اللوز، الرمان وغيرها من الأشجار المثمرة.

## معلومات عامة عن الخريبة
خريبة الجندي من البلدات المميزة في المنطقة إذ تتميز بطيب أهلها ومحبة لبعضهم البعض والعمل الجماعي انمائياً وثقافياً واجتماعياً,
يوجد في البلدة مدرسة حكومية هي مدرسة خريبة الجندي الرسمية (التدريس فيها حتى الصف التاسع)،
المجتمع المدني:
معلومات عامة عن الخريبة
تعتبر خريبة الجندي من البلدات المميزة في المنطقة إذ تتميز بطيب أهلها ومحبة لبعضهم البعض والعمل الجماعي انمائياً وثقافياً واجتماعياً,
يوجد في البلدة مدرسة حكومية هي مدرسة خريبة الجندي الرسمية (التدريس فيها حتى الصف التاسع)،

## المجتمع المدني
يوجد في البلدة العديد من الجمعيات الخيرية منها:
- جمعية خريبة الجندي الخيرية
-مؤسسة إسماعيل الجندي الخيرية
-جمعية خريبة الجندي الخيرية
-جمعية تنمية و تحسين

## وصلة خارجية
اسم الوصلة  على فيسبوك.